# Muzeum Ubezpieczeń w Krakowie

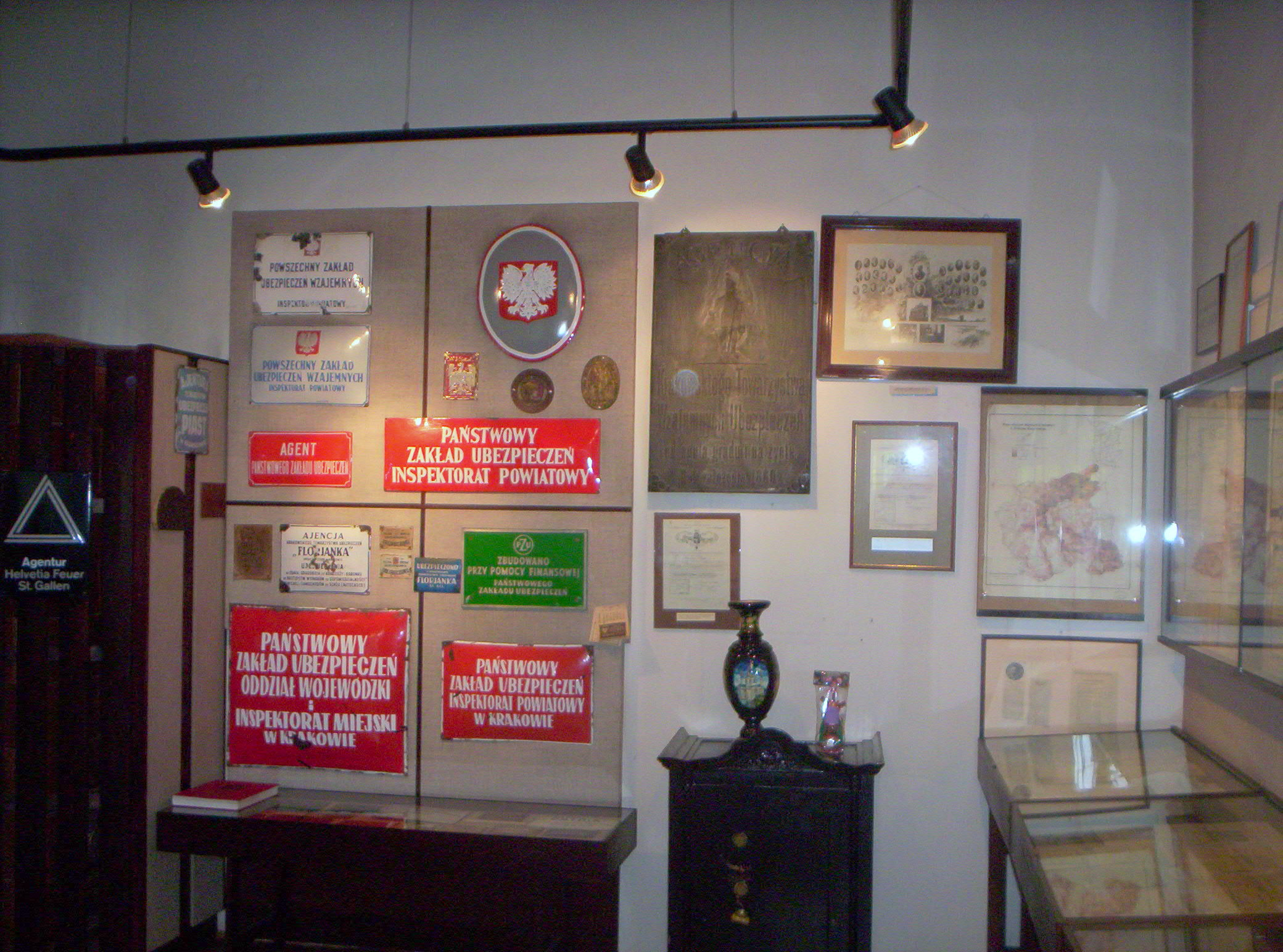
fragment ekspozycji Muzeum

Muzeum Ubezpieczeń w Krakowie to nieistniejąca już instytucja, która stanowiła jedyne na świecie muzeum ubezpieczeń. Znajdowało się przy ulicy J. Dunajewskiego 3. Przedstawiało ponad dwustuletnią historię istnienia i działalności polskich towarzystw ubezpieczeniowych.
W zbiorach muzeum znajdowało się przeszło 36 000 eksponatów. Zgromadzono dokumenty, polisy ubezpieczeniowe, znaczki, tablice, zdjęcia, publikacje, albumy, osobiste pamiątki oraz narzędzia pracy: zestaw do kolczykowania bydła, przyrządy do pomiaru ziemi, firmowe skarbony.
Muzeum, mieszczące się w krakowskim oddziale PZU, w 1987 roku założyła grupa pracowników oddziału z Marianem Hampelem, naczelnikiem wydziału organizacyjnego. Okazją było 175-lecie polskich ubezpieczeń. Na wystawie pokazano wówczas 400 eksponatów. Kolejnych 800 było darem krakowian, którzy odpowiedzieli na apele zamieszczone w prasie. Za początek polskich towarzystw ubezpieczeniowych (w dzisiejszym rozumieniu) przyjmuje się utworzenie w 1803 roku dekretem Fryderyka Wilhelma III Towarzystwa Ogniowego dla Miast w Prusach Południowych. Na terenie Księstwa Warszawskiego Towarzystwo Ogniowe powstało w roku 1807, a na terenie zaboru austriackiego w 1860 Towarzystwo Wzajemnych Ubezpieczeń w Krakowie Dopiero 4 lata później powstała w Krakowie straż pożarna.
Najstarszym eksponatem był rewers wystawiony przez Towarzystwa Ogniowego dla Miast w Prusach Południowych dla Woyciecha Kirstera z datą 14 grudnia 1804.